# Arkadi Nemirovski
Pour les articles homonymes, voir Nemirovski.
Arkadi Nemirovski (né le 14 mars 1947) est un mathématicien russe et israélien, professeur à l'École H. Milton Stewart de génie industriel et de systèmes du Georgia Institute of Technology. Il a été un chef de file en optimisation continue et est surtout connu pour ses travaux sur la méthode de l'ellipsoïde, les méthodes modernes de points intérieurs et l'optimisation robuste.

## Formation et carrière
Arkadi Nemirovski a obtenu son doctorat en mathématiques en 1974 de l’Université d'État de Moscou et son doctorat en sciences mathématiques (1990) de l’Institut de cybernétique de l’Académie nationale des sciences d'Ukraine à Kiev.

## Travaux
Son travail avec Yurii Nesterov dans le livre de 1994 est le premier à souligner que les méthodes de points intérieurs peuvent résoudre des problèmes d'optimisation convexe et le premier à mener une étude systématique de la programmation semi-définie (SDP). Dans ce livre, ils ont également présenté les fonctions auto-concordantes (en) utiles pour l'analyse de la méthode de Newton.

## Prix et distinctions
Il a remporté plusieurs prix prestigieux : le prix Fulkerson en 1982 avec David B. Youdine (de), Leonid Khatchian, Martin Grötschel, László Lovász et Alexander Schrijver pour leurs articles sur la méthode de l'ellipsoïde, le prix George-B.-Dantzig en 1991 avec Martin Grötschel. Il est lauréat en 1998 du prix Taub du Technion et en 2003 le prix J. Levi de la société israélienne pour la recherche opérationnelle.
Il reçoit le prix de théorie John-von-Neumann (2003) avec Michael Todd « pour leur contribution profonde et fondatrice en optimisation continue ». En 2019 il reçoit le prix Norbert Wiener pour les mathématiques appliquées.
Il est élu à l'Académie nationale d'ingénierie des États-Unis en 2017 "pour le développement d'algorithmes efficaces pour les problèmes d'optimisation convexe à grande échelle" et en 2018 à l'Académie américaine des arts et des sciences.
Il est conférencier invité au congrès international des mathématiciens à Madrid en 2006, avec une conférence intitulée « Advances in Convex Optimization: Conic Programming ».

## Publications
- avec Yurii Nesterov: Interior-Point Polynomial Algorithms in Convex Programming, Society for Industrial and Applied Mathematics, 1994, 405 p. (ISBN 978-0-89871-515-6)
- avec A. Ben-Tal: Lectures on Modern Convex Optimization : Analysis, Algorithms, and Engineering Applications, Society for Industrial and Applied Mathematics, 2001, 488 p. (ISBN 978-0-89871-491-3, lire en ligne)[8]
- avec A. Ben-Tal et L. El Ghaoui: (en) Robust Optimization, Princeton, Princeton University Press, 2009, 542 p. (ISBN 978-0-691-14368-2, BNF 44324717, lire en ligne)